# Польская подгалянская овчарка
Польская подгалянская овчарка (Polski Owczarek Podhalański, Podhalaner, татранская овчарка) — порода собак, стандарт FCI № 252, классификация — группа 1 (сторожевые и горные собаки), секция 1 (овчарки без рабочих испытаний).

## Происхождение
Родина этих овчарок — Высокие Татры (Польша), к подножью которых — Подгалье — в XV—XVI веках и попали их предки, которые помогали кочевникам в выпасе крупного рогатого скота и овец.

## Использование
Целенаправленное разведение польских подгалянских овчарок началось после Второй мировой войны. В 1973 году зарегистрирована как новая порода Международной кинологической федерацией.
Сейчас овчарки этой породы используются в основном как сторожевые собаки, реже — для охраны грузов или службе в полиции.

## Внешний вид
Высота в холке: кобели — 65-70 см, суки — 60-65 см . Вес: кобели — 45-60 кг, суки — 35-45 кг.
Имеет прямой корпус (у сук чуть больше, чем у кобелей). Шерсть — белая, требует вычёсывания один раз в неделю, шея и корпус покрыты длинной шерстью, голова, морда и нижние части всех конечностей — короткой. На хвосте волосы образуют плюмаж.

## Характер
Является спокойной собакой с высоким порогом раздражительности. Терпима к детям, бдительна, упряма.